# Kościół św. Kazimierza w Poznaniu
Kościół św. Kazimierza w Poznaniu – barokowy kościół i zespół poklasztorny znajdujący się na poznańskiej Śródce; kościół obecnie należy do parafii polskokatolickiej. Od 2023 wyłączony z użytkowania przez nadzór budowlany

## Historia

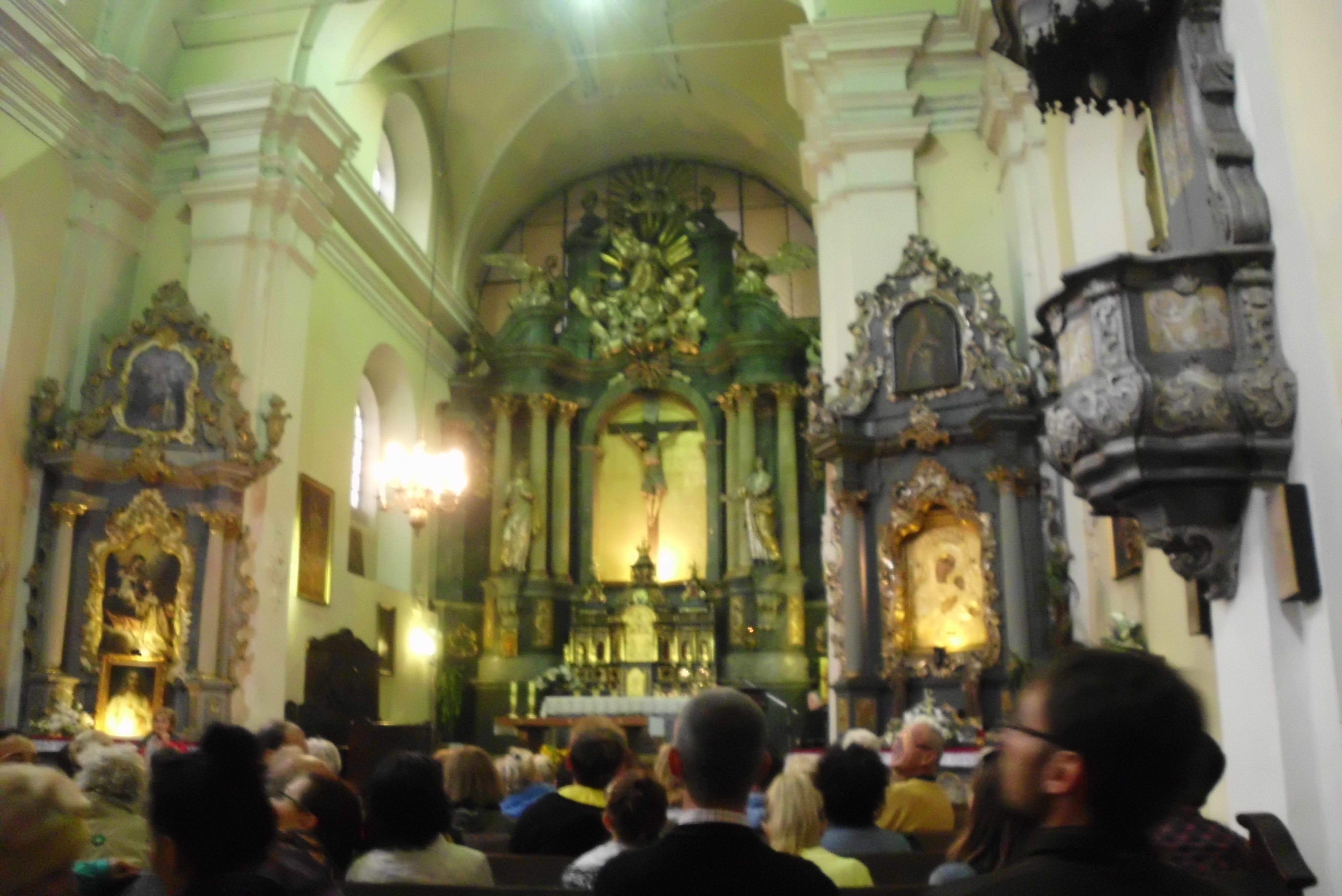
Wnętrze

Kościół ufundował Łukasz Szeliga Niemojowski dla franciszkanów reformatów, których do Poznania sprowadził w roku 1657 bp Wojciech Tolibowski. Autorem projektu był Krzysztof Bonadura Starszy, który kierował również pracami od 1663, funkcję tę po jego śmierci przejęli Jerzy Catenazzi i Krzysztof Bonadura Młodszy. Budowa zakończyła się w 1685.
W latach 1693–1704 kasztelan przemęcki Jakub Piotr Gocłowski ufundował przy Kościele św. Kazimierza klasztor reformatów na Śródce. Pochowany wraz z małżonką Elżbietą z Mycielskich w podziemiach kościoła reformatów. Dawniej w kościele i refektarzu klasztornym znajdowały się jego portrety.
W związku z licznymi podmyciami przez wody gruntowe Góry Kawalerskiej, na której stał kompleks, gwardian Jakub Suwaliński w latach 1749–1752 doprowadził do wzmocnienia północnej ściany świątyni przez skarpy. W 1804 Prusacy dokonali kasaty klasztoru. Zabudowania zmieniono na szpital wojskowy, a od 1805 przez seminarium nauczycielskie. W 1806 kompleks ponownie pełnił rolę szpitala wojskowego, tym razem francuskiego, a od 1809 – polskiego. Następnie ponownie zmieniono go na seminarium nauczycielskie. W 1847 zabudowania przekazano Zakładowi dla Głuchoniemych. W 1931 kościół odnowiono, pod kierownictwem Stanisława Smogulnickiego. Podczas walk w 1945 ucierpiał dach świątyni. Renowacji dokonano w latach 1959–1961. Obecnie w budynkach poklasztornych znajduje się Ośrodek Szkolno-Wychowawczy dla Dzieci Głuchych, zaś kościół należy do parafii Kościoła Polskokatolickiego.

## Opis
Kościół to jednonawowa, barokowa świątynia, o węższym prezbiterium zamkniętym prostą ścianą. Fasada dzielona sześcioma pilastrami, nad wejściem figura św. Kazimierza zaś w szczycie Oko opatrzności.
Wnętrze utrzymano w jednolitym rokokowym stylu, ściany zdobią zdwojone pilastry. Ołtarz główny zawiera scenę ukrzyżowania z Janem Ewangelistą i Matką Bożą. Poniżej antepedium z płaskorzeźbą przedstawiającą apoteozę św. Kazimierza z XVIII w. W lewym ołtarzu bocznym XVII-wieczne obrazy Matki Boskiej oraz Dysputa dominikanina z reformatą. W prawym natomiast również pochodzący z tego okresu obraz św. Stanisława, oraz współczesna kopia ikony Matki Boskiej Częstochowskiej. Wyposażenie uzupełniają rokokowe konfesjonały oraz ambona.
Klasztor to czteroskrzydłowy budynek, na planie prostokąta, z niewielkim wirydarzem przylegającym do kościoła od południa.
Przed kościołem znajduje się kapliczka Bożej Męki (wcześniej św. Kazimierza) z pocz. XVIII w.

## Parafia św. Kazimierza w Poznaniu
Kościół św. Kazimierza jest świątynią należącą do polskokatolickiej parafii św. Kazimierza.
Parafia Kościoła Polskokatolickiego pw. Najświętszej Maryi Panny w Poznaniu powstała w 1947, początkowo nabożeństwa odbywały się w kaplicy przy ul. Grunwaldzkiej 46, przydzielonej przez Wydział do Spraw Wyznań w Poznaniu. 19 sierpnia 1952 kaplicę przeniesiono do budynku przy ul. Tadeusza Kościuszki 90, którą przydzieliło Prezydium Rady Narodowej w Poznaniu. 4 czerwca 1973 parafię przeniesiono do kościoła przy ul. Bydgoskiej 4 i dekretem biskupa elekta Waleriana Kierzkowskiego zmieniono nazwę na wezwanie św. Kazimierza.
Liturgia sprawowana jest w niedziele o 10:30.
Adres parafii
ul. Bydgoska 4B/2, 61-127 Poznań